# 大桑 (金沢市)
大桑（おおくわ）とは、石川県金沢市の町名。郵便番号は921-8045。

## 地理
大桑は、大桑町、西大桑町に囲まれている。

### 人口の変遷
国勢調査による人口の推移
| 2010年（平成22年） | 530人 | [ 3 ] |  |
| 2015年（平成27年） | 693人 | [ 4 ] |  |

### 世帯数の変遷
国勢調査による世帯数の推移
| 2010年（平成22年） | 216世帯 | [ 3 ] |  |
| 2015年（平成27年） | 270世帯 | [ 4 ] |  |

## 歴史

### 沿革
- 2009年（平成21年）4月18日 - 金沢市大桑第三土地区画整理事業の事業完了に伴い、大桑町の一部より成立[5]。

## 小・中学校の校区
市立小学校に通う場合は南小立野小学校に、市立中学校に通う場合は城南中学校に通う。

## 施設
- 大桑インターチェンジ